# Antony Moens
Antony Moens (Hillegersberg, 15 april 1827 - Beverwijk, 24 juni 1899) was een Nederlands politicus.
Moens was lange tijd liberaal Tweede Kamerlid voor het district Sneek. Hij was een medestander van Kappeyne van de Coppello. Moens begon zijn loopbaan als Hervormd predikant en werd later onderwijsinspecteur. Hij was een pleitbezorger van verbetering van het openbaar onderwijs. Hij zette zich ook in voor een betere lerarenopleiding. Hij werd na zijn Kamerlidmaatschap onderwijsinspecteur in West-Nederland.